# トレス・グランデス
トレス・グランデス（ポルトガル語: Os Três Grandes）は、ポルトガルのプロサッカーリーグにおける3大強豪クラブの愛称である。「トレス」は「3つの」、「グランデス」は「大きな」の意。英語のビッグスリーに当たる。

## 概要
リスボンのSLベンフィカ、同じくリスボンのスポルティングCP、ポルトのFCポルトはライバル関係にあり、常に優勝タイトルを争っている。
プリメイラ・リーガ90年の歴史の中で、これら3クラブがタイトルを逃したのは2度しかなく、1位から3位までの順位は、ほぼこの3クラブによって占められている。いずれのクラブも、プリメイラ・リーガが始まった1934-35シーズンから2部に降格したことはない。2022-23シーズンまでの最低順位は、ベンフィカが6位、ポルトが9位、スポルティングが7位である。
三強以外でリーグ優勝のタイトルを獲得したことがあるのは、1945-46シーズンのCFベレネンセスと、2000-01シーズンのボアヴィスタFCのみである。2010年以降、SCブラガがこれら三強を脅かす存在となってきており、ブラガを加えて四強であると見る向きもある。

## 統計

### 歴代リーグ順位
2022-23シーズン終了時点
| クラブ         | 1位 | 2位 | 3位 | 4位 | 5位 | 6位 | 7位 | 8位 | 9位 | 合計 | トップ3 |
| -------------- | --- | --- | --- | --- | --- | --- | --- | --- | --- | ---- | ------- |
| ベンフィカ     | 38  | 29  | 17  | 4   |     | 1   |     |     |     | 88   | 83      |
| ポルト         | 30  | 29  | 12  | 12  | 3   | 1   | 1   |     | 1   | 88   | 70      |
| スポルティング | 19  | 21  | 30  | 14  | 4   |     | 1   |     |     | 88   | 69      |